# Rudolph De Cordova
Rudolph De Cordova (Kingston, 1860 – Londra, 11 gennaio 1941) è stato uno scrittore, sceneggiatore e attore giamaicano.

## Biografia
Rudolph De Cordova, nato in Giamaica, a Kingston, era figlio di un importante commerciante. Nel 1880, andò a studiare medicina a Londra ma presto abbandonò gli studi per diventare attore. Anche suo fratello, Leander de Cordova, intraprese la carriera di attore, lavorando poi per il cinema anche come regista.
Sposato alla commediografa Alicia Ramsey, Rudolph De Cordova collaborò con lei, firmando diversi lavori teatrali, alcuni dei quali furono adattati per lo schermo all'epoca del muto.

## Filmografia

### Sceneggiatore
- Romeo and Juliet, regia di John W. Noble (1916)
- Whoso Findeth a Wife, regia di Frank Crane (1916)
- A Daughter of the Old South, regia di Émile Chautard (1918)
- The Birth of a Race, regia di John W. Noble (1918)
- Trumpet Island, regia di Tom Terriss (1920)
- Roses in the Dust, regia di E.H. Calvert (1921)
- Doctor 'My Book' (1938)

### Attore
- The Greatest Power, regia di Edwin Carewe e Edward J. Le Saint (Edward LeSaint) (1917)
- The Brass Check, regia di Will S. Davis (come William S. Davis) (1918)
- The Firing Line, regia di Charles Maigne (1919)
- The Glorious Adventure, regia di J. Stuart Blackton (1922)
- Il dominio segreto (The Secret Kingdom), regia di Sinclair Hill (1925)

### Assistente alla regia
- Romeo and Juliet, regia di John W. Noble (1916)